# Giovanni Astegiano
Giovanni Maria Astegiano (Limone Piemonte, 26 novembre 1940 – Entracque, 15 agosto 1980) è stato un biatleta italiano.

## Biografia
Nato nel 1940 a Limone Piemonte, in provincia di Cuneo, nel 1969 e 1971 ha preso parte ai Mondiali, in entrambi i casi nell'individuale. A Zakopane 1969 è arrivato 37º, a Hämeenlinna 1971, invece, 15º.
A 31 anni ha partecipato ai Giochi olimpici di Sapporo 1972, chiudendo 22º nell'individuale con il tempo di 1h22'45"90 e 10º nella staffetta in 1h59'47"62, insieme a Willy Bertin, Lino Jordan e Corrado Varesco.
Ai campionati italiani ha vinto 6 medaglie: 2 ori (1969 e 1971) e 1 bronzo (1970) nell'individuale, 2 ori (1970 e 1972) e 1 bronzo (1973) nell'individuale grosso calibro.
Morì il 15 agosto 1980 in un incidente durante un'escursione in Valle Gesso nel comune di Entracque. Fu affissa in seguito una targa commemorativa presso il Lago della Maura durante l'anno successivo.